# ظبائيات
الظبائيات (بالإنجليزية:Antilopinae) هي فرع من فصيلة (عائلة) البقريات، تضم هذه المجموعة الغزلان، الظبي الأسود، القوفز، الجرنوق، غزلان آسيا الوسطى، ويطلق عليها مصطلح (الظباء الحقيقية).
تمتاز بقرونها ذات البنية الليفية، وبرشاقتها وسرعة عَدْوها. يعيش معظمها في إفريقيا وقليل منها في آسيا، وتتمركز بشكل خاص في شرق أفريقيا في السودان، وإريتريا، وإثيوبيا، والصومال، وكينيا وتنزانيا، يطلق على أفرادها اسم الغزال، وهو اسم عام لأنواع مختلفة من الظباء منها، المهاة والغزال العربي الذي يطلق عليه اسم الأعفر. يسمى الذكر ظبي، والأنثى ظبية. ومع أنها تشبه الأيليات، إلا أنها أقرب إلى الماعز. فقرونها مستقيمة غير متشعبة، كما هي الحال لدى الأيليات، بل هي، كالماعز، مجوفة وتنمو على محور عظمي هو جزء من عظام جمجمة الحيوان.
ظهرت الظبائيات منذ نحو 25 مليون سنة، في جنوب أوروبا، ومنها انتشرت شرقاً نحو آسيا وجنوباً نحو أفريقيا. وهي لا توجد في العالم الجديد، وأقرب الحيوانات لها في الأمريكيتين ما يسمى بالخروف الجبلي pronghorn الذي ينتمي إلى فصيلة الظبائيات الماعزية Antilocapridae، والماعز الذي ينتمي إلى تحت فصيلة الماعزيات Caprinae.

## التصنيف
تقسم الظبائيات إلى 3 قبائل رئيسية وكل قبيلة تقسم إلى أجناس وأنواع مختلفة بحسب التقسيم في هرم التصنيف الحيوي كما يلي:
| القبيلة: أنتيلوبيني ( Antilopini) | القبيلة: أنتيلوبيني ( Antilopini) | القبيلة: أنتيلوبيني ( Antilopini) |
| الجنس                             | النوع / الأنواع                   | الإسم العلمي                      |
| --------------------------------- | --------------------------------- | --------------------------------- |
| Ammodorcas                        | غزال كلارك                        | Ammodorcas clarkei                |
| أنتيدوركاس (Antidorcas)           | القوفز                            | Antidorcas marsupialis            |
| أنتيلوب (Antilope)                | الظبي الأسود                      | Antilope cervicapra               |
| يودوركاس (Eudorcas)               | غزال مونغالا                      | Eudorcas albonotata               |
| يودوركاس (Eudorcas)               | غزال احمر الجبهة                  | Eudorcas rufrifrons               |
| يودوركاس (Eudorcas)               | غزال هيوجلين                      | Eudorcas tilonura                 |
| يودوركاس (Eudorcas)               | الغزال الأحمر                     | Eudorcas rufina                   |
| يودوركاس (Eudorcas)               | غزال طومسون                       | Eudorcas thomsoni                 |
| غازيلا (Gazella) أو الغزال        | غزال بسولي                        | Gazella psolea                    |
| غازيلا (Gazella) أو الغزال        | غزال عربي                         | Gazella arabica                   |
| غازيلا (Gazella) أو الغزال        | غزال أوروبي                       | Gazella borbonica                 |
| غازيلا (Gazella) أو الغزال        | الغزال الهندي                     | Gazella benettii                  |
| غازيلا (Gazella) أو الغزال        | غزال ملكة سبأ                     | Gazella bilkis                    |
| غازيلا (Gazella) أو الغزال        | غزال دوركاس                       | Gazella dorcas                    |
| غازيلا (Gazella) أو الغزال        | غزال الجبل                        | Gazella gazella                   |
| غازيلا (Gazella) أو الغزال        | الغزال السعودي                    | Gazella saudiya                   |
| غازيلا (Gazella) أو الغزال        | غزال سبيكي                        | Gazella spekei                    |
| غازيلا (Gazella) أو الغزال        | غزال كوفييه                       | Gazella cuvieri                   |
| غازيلا (Gazella) أو الغزال        | غزال نحيل القرون                  | Gazella leptoceros                |
| غازيلا (Gazella) أو الغزال        | غزال الريم                        | Gazella subgutturosa              |
| Litocranius                       | جرنوق                             | Litocranius walleri               |
| نانغر (Nanger)                    | غزال المهر                        | Nanger dama                       |
| نانغر (Nanger)                    | غزال غرانت                        | Nanger granti                     |
| نانغر (Nanger)                    | غزال سومرنغ                       | Nanger soemmerringii              |
| بروكابرا (Procapra)               | الغزال المنغولي                   | Procapra gutturosa                |
| بروكابرا (Procapra)               | غزال التبت                        | Procapra picticaudata             |
| بروكابرا (Procapra)               | غزال برزوالسكي                    | Procapra przewalskii              |
| القبيلة:سايجيني (Saigini)         |                                   |                                   |
| الجنس                             | النوع / الأنواع                   | الإسم العلمي                      |
| بانثولوبس (Pantholops)            | الظباء التبتية                    | Pantholops hodgsonii              |
| السايغا (Saiga)                   | ظبي السايغا                       | Saiga tatarica                    |
| القبيلة:نيوتراجيني ( Neotragini)  |                                   |                                   |
| الجنس                             | النوع / الأنواع                   | الإسم العلمي                      |
| Dorcatragus                       | ظبي بيرا                          | Dorcatragus megalotis             |
| Madoqua                           | دقدق غونثر                        | Madoqua guntheri                  |
| Madoqua                           | دقدق كيرك                         | Madoqua kirkii                    |
| Madoqua                           | دقدق فضي                          | Madoqua piacentinii               |
| Madoqua                           | دقدق سولت                         | Madoqua saltiana                  |
| غطاف (Neotragus)                  | ظبي بيتس القزم                    | Neotragus batesi                  |
| غطاف (Neotragus)                  | سوني                              | Neotragus moschatus               |
| غطاف (Neotragus)                  | الظبي الملكي                      | Neotragus pygmaeus                |
| أوريوتراغوس (Oreotragus)          | وثاب الصخور                       | Oreotragus oreotragus             |
| Ourebia                           | أوريبي                            | Ourebia ourebi                    |
| رافايسروس (Raphicerus)            | ظبي صخري                          | Raphicerus campestris             |
| رافايسروس (Raphicerus)            | غريزباك كيب                       | Raphicerus melanotis              |
| رافايسروس (Raphicerus)            | غريزباك شارب                      | Raphicerus sharpei                |